# Stade omnisports de Toket
Le Stade omnisports de Toket est un stade omnisports situé à Bafoussam au Cameroun.
Sa construction a débuté en 1979 mais il n'a jamais été terminé. Situé dans le quartier de Toket, à environ 4 kilomètres du centre urbain, il a une capacité de 30 000 places. 

## Histoire
| \| 500 km1:18 610 000 \| Olembe (60 000) Ahmadou-Ahidjo(40 000) Japoma (50 000) Roumdé Adjia (25 000) Bafoussam (Kouekong) (20 000) Limbé (20 000) Réunification (39 000) |
| 500 km1:18 610 000 |

| 500 km1:18 610 000 |

| Stades principaux existants  |
| (40 000) Capacités d'accueil |

Ce stade est le symbole de l'incapacité, durant des années au Cameroun, à construire des infrastructures sportives viables. Sa construction très avancée, avec des tribunes et une aire de jeu presque finalisées qui ont été abandonnées à la nature. Des agriculteurs se sont emparés de l'aire de jeux pour en faire un champ agricole.
Le stade pourrait être réhabilité dans le cadre de la Coupe d'Afrique des nations de 2019

## Le stade

### Équipements et infrastructures
- Pelouse est prévue en gazon naturel[3]
- Piste d’athlétisme
- Les sièges ne sont pas encore disposés dans les tribunes
- Le stade sera conforme aux nouvelles normes de la FIFA
- Lieu : Toket (4 km du centre de la ville de Bafoussam).
- Capacité : 30 000 places.
- Terrain central : Terrain Standard d'athlétisme de 400 m, avec 36,5 m de rayon, 84.39 m longues pistes droites et huit voies principales.
- Taille du terrain : 68 × 105 m
- Système d'éclairage : Quatre lampes structure en acier des tours avec 69 lampes et 13 lampes de secours.